# Negele Knight
Negele Oscar Knight (Detroit, Míchigan, 6 de marzo de 1967) es un exjugador de baloncesto estadounidense que disputó seis temporadas en la NBA, además de jugar en Suiza, en la ABA 2000 y en la  Liga Francesa. Con 1,88 metros de altura, lo hacía en la posición de base.

## Trayectoria deportiva

### Universidad
Jugó durante cuatro temporadas con los Flyers de la Universidad de Dayton, en las que promedió 14,8 puntos, 5,4 asistencias y 3,1 rebotes por partido. Posee el récord de la Horizon League de más asistencias en un partido, con 15, logradas ante Xavier en 1990, y el de más asistencias en un torneo, con 33 ese mismo año, disputando 3 partidos.

### Profesional
Fue elegido en la trigésimo primera posición del Draft de la NBA de 1990 por Phoenix Suns, donde asumió el papel de suplente del base titular Kevin Johnson. Fue titular en cinco partidos, en los que promedió 23,6 puntos y 11 asistencias, siendo su partido más destacado el que jugó ante Golden State Warriors, en el que consiguió 22 puntos y 19 asistencias.
En las dos siguientes temporadas asumió el mismo rol de suplente, promediando entre ambas 5,8 puntos y 6,1 asistencias por partido, Pero nada más dar comienzo la temporada 1993-94 fue traspasado a San Antonio Spurs a cambio de una futura segunda ronda del draft. Allí jugó su mejor temporada en la liga profesional, siendo titular en 18 partidos, promediando 9,3 puntos y 3,1 asistencias. Al término de la temporada los Spurs renunciaron a sus derechos, tras renovar a Avery Johnson en el puesto de base.
Firmó entonces por una temporada con Portland Trail Blazers, pero tras disputar tan sólo 3 partidos fue despedido, fichando como agente libre con Detroit Pistons por el resto de la temporada. Allí se encontró con una gran competencia en su puesto, con los veteranos Joe Dumars y Johnny Dawkins, además de los recién llegados Allan Houston y Lindsey Hunter. A pesar de ello fue titular en 17 partidos, aunque sus estadísticas se quedaron en 4,1 puntos y 2,6 asistencias.
Tras dos temporadas alejado de las pistas, continuó su carrera profesional en Europa, jugando una temporada en el SAV Vacallo suizo y otra en el Olympique Antibes de la liga francesa, hasta que firmó un contrato no garantizado por Toronto Raptors, donde sólo jugó 6 partidos, tirándose casi toda la temporada en la lista de lesionados. Acabó su carrera en el Phoenix Eclipse de la ABA 2000.

## Estadísticas de su carrera en la NBA

### Temporada regular
| Temporada | Edad | Equipo                 | Liga | P   | TIT | MIN  | TC  | TCA | %TC  | 3P  | 3PA | %3P  | TL  | TLA | %TL   | R.OF. | R.DEF. | REB | ASIS | ROB | TAP | PER | FP  | PTS |
| 1990-91   | 23   | Phoenix Suns           | NBA  | 64  | 6   | 12.4 | 2.0 | 4.8 | .425 | 0.1 | 0.4 | .240 | 1.1 | 1.8 | .602  | 0.3   | 0.8    | 1.1 | 3.0  | 0.3 | 0.1 | 1.2 | 1.3 | 5.3 |
| 1991-92   | 24   | Phoenix Suns           | NBA  | 42  | 1   | 15.0 | 2.5 | 5.2 | .475 | 0.1 | 0.3 | .308 | 0.8 | 1.1 | .688  | 0.4   | 0.7    | 1.1 | 2.7  | 0.6 | 0.1 | 1.4 | 1.4 | 5.8 |
| 1992-93   | 25   | Phoenix Suns           | NBA  | 52  | 35  | 17.1 | 2.4 | 6.1 | .391 | 0.0 | 0.1 | .000 | 1.3 | 1.7 | .779  | 0.5   | 0.7    | 1.2 | 2.8  | 0.4 | 0.1 | 1.4 | 1.3 | 6.1 |
| 1993-94   | 26   | TOTAL                  | NBA  | 65  | 18  | 22.1 | 3.5 | 7.3 | .474 | 0.1 | 0.3 | .190 | 2.2 | 2.7 | .810  | 0.4   | 1.2    | 1.6 | 3.0  | 0.5 | 0.2 | 1.4 | 1.9 | 9.2 |
| 1993-94   | 26   | Phoenix Suns           | NBA  | 1   | 0   | 8.0  | 1.0 | 4.0 | .250 | 0.0 | 0.0 |      | 0.0 | 0.0 |       | 0.0   | 0.0    | 0.0 | 0.0  | 0.0 | 1.0 | 0.0 | 1.0 | 2.0 |
| 1993-94   | 26   | San Antonio Spurs      | NBA  | 64  | 18  | 22.3 | 3.5 | 7.4 | .476 | 0.1 | 0.3 | .190 | 2.2 | 2.7 | .810  | 0.4   | 1.2    | 1.6 | 3.1  | 0.5 | 0.2 | 1.5 | 1.9 | 9.3 |
| 1994-95   | 27   | TOTAL                  | NBA  | 47  | 17  | 15.1 | 1.8 | 4.6 | .397 | 0.2 | 0.6 | .393 | 0.4 | 0.5 | .720  | 0.4   | 0.9    | 1.3 | 2.7  | 0.4 | 0.1 | 1.0 | 1.5 | 4.2 |
| 1994-95   | 27   | Portland Trail Blazers | NBA  | 3   | 0   | 14.3 | 2.3 | 5.0 | .467 | 0.0 | 0.0 |      | 1.3 | 1.3 | 1.000 | 0.3   | 0.7    | 1.0 | 3.7  | 0.3 | 0.0 | 1.3 | 1.7 | 6.0 |
| 1994-95   | 27   | Detroit Pistons        | NBA  | 44  | 17  | 15.1 | 1.8 | 4.5 | .392 | 0.3 | 0.6 | .393 | 0.3 | 0.5 | .667  | 0.5   | 0.9    | 1.3 | 2.6  | 0.5 | 0.1 | 1.0 | 1.5 | 4.1 |
| 1998-99   | 31   | Toronto Raptors        | NBA  | 6   | 0   | 9.3  | 0.5 | 1.3 | .375 | 0.0 | 0.2 | .000 | 0.3 | 0.7 | .500  | 0.2   | 0.8    | 1.0 | 1.3  | 0.2 | 0.0 | 1.2 | 0.8 | 1.3 |
| Total     |      |                        | NBA  | 276 | 77  | 16.4 | 2.4 | 5.6 | .436 | 0.1 | 0.3 | .263 | 1.2 | 1.6 | .730  | 0.4   | 0.9    | 1.3 | 2.8  | 0.4 | 0.1 | 1.3 | 1.5 | 6.2 |

### Playoffs
| Temporada | Edad | Equipo            | Liga | P  | MIN | TCA | TC | 3PA | 3P | TLA | TL | R.OF. | REB | ASIS | ROB | TAP | PER | FP | PTS | %TC  | %3P  | %FT  | MIN  | PTS | REB | AST |
| 1990-91   | 23   | Phoenix Suns      | NBA  | 4  | 56  | 13  | 26 | 1   | 3  | 5   | 7  | 1     | 4   | 9    | 1   | 0   | 4   | 7  | 32  | .500 | .333 | .714 | 14.0 | 8.0 | 1.0 | 2.3 |
| 1992-93   | 25   | Phoenix Suns      | NBA  | 9  | 34  | 9   | 16 | 0   | 0  | 0   | 0  | 1     | 3   | 7    | 0   | 1   | 3   | 1  | 18  | .563 |      |      | 3.8  | 2.0 | 0.3 | 0.8 |
| 1993-94   | 26   | San Antonio Spurs | NBA  | 4  | 108 | 13  | 41 | 0   | 3  | 11  | 12 | 3     | 6   | 12   | 3   | 0   | 7   | 9  | 37  | .317 | .000 | .917 | 27.0 | 9.3 | 1.5 | 3.0 |
| Total     |      |                   | NBA  | 17 | 198 | 35  | 83 | 1   | 6  | 16  | 19 | 5     | 13  | 28   | 4   | 1   | 14  | 17 | 87  | .422 | .167 | .842 | 11.6 | 5.1 | 0.8 | 1.6 |